# Edmund Hoppe
Edmund Hoppe (Burgdorf, Hanover, 25 de fevereiro de 1854 – Göttingen, 12 de agosto de 1928) foi um historiador na matemática e das ciências naturais alemão.

## Vida e obra
Filho de um pastor luterano, estudou ciências naturais de 1873 a 1877 em Leipzig e na Universidade de Göttingen, onde obteve em 1877 um doutorado e foi em seguida assistente de Eduard Riecke no Instituto de Física. De 1877 a 1896 foi professor ginasial de física e matemática na Gelehrtenschule des Johanneums em Hamburgo, tornando-se em 1894 Professor. De 1896 a 1919 foi professor do Wilhelm-Gymnasium (Hamburgo). Depois mudou-se para Göttingen, onde foi a partir de 1919 docente de história das ciências exatas.
Hoppe envolveu-se em seu trabalho com história das ciências exatas e matemática. Dentre outros trabalhou sobre Heron de Alexandria e a história da óptica. Sua história da física é reconhecida ao lado da história da física de Ferdinand Rosenberger como as mais antigas obras sobre o assunto. Publicou também livros sobre a relação entre as ciências naturais com a religião.

## Obras
- Mathematik und Astronomie im klassischen Altertum, 1911
- Geschichte der Elektrizität, Leipzig 1884
- Geschichte der Optik, Leipzig 1926, Nova Impressão Wiesbaden 1967
- Geschichte der Physik, Braunschweig 1926
- Unser Wissen vom Werden der Welt, Bielefeld 1908
- Glauben und Wissen, Bertelsmann, Gütersloh, 2ª Edição 1922
- Natur und Offenbarung, Hannover, 2ª Edição 1904
- Geschichte der Infinitesimalrechnung bis Leibniz und Newton, Jahresbericht der Deutschen Mathematiker-Vereinigung, Volume 37, 1928, p. 148-186
- Die Verdienste Eulers um die Optik,  Jahresbericht der Deutschen Mathematiker-Vereinigung, Bd. 16, 1907, p. 558-566